# Eduardo Barreto

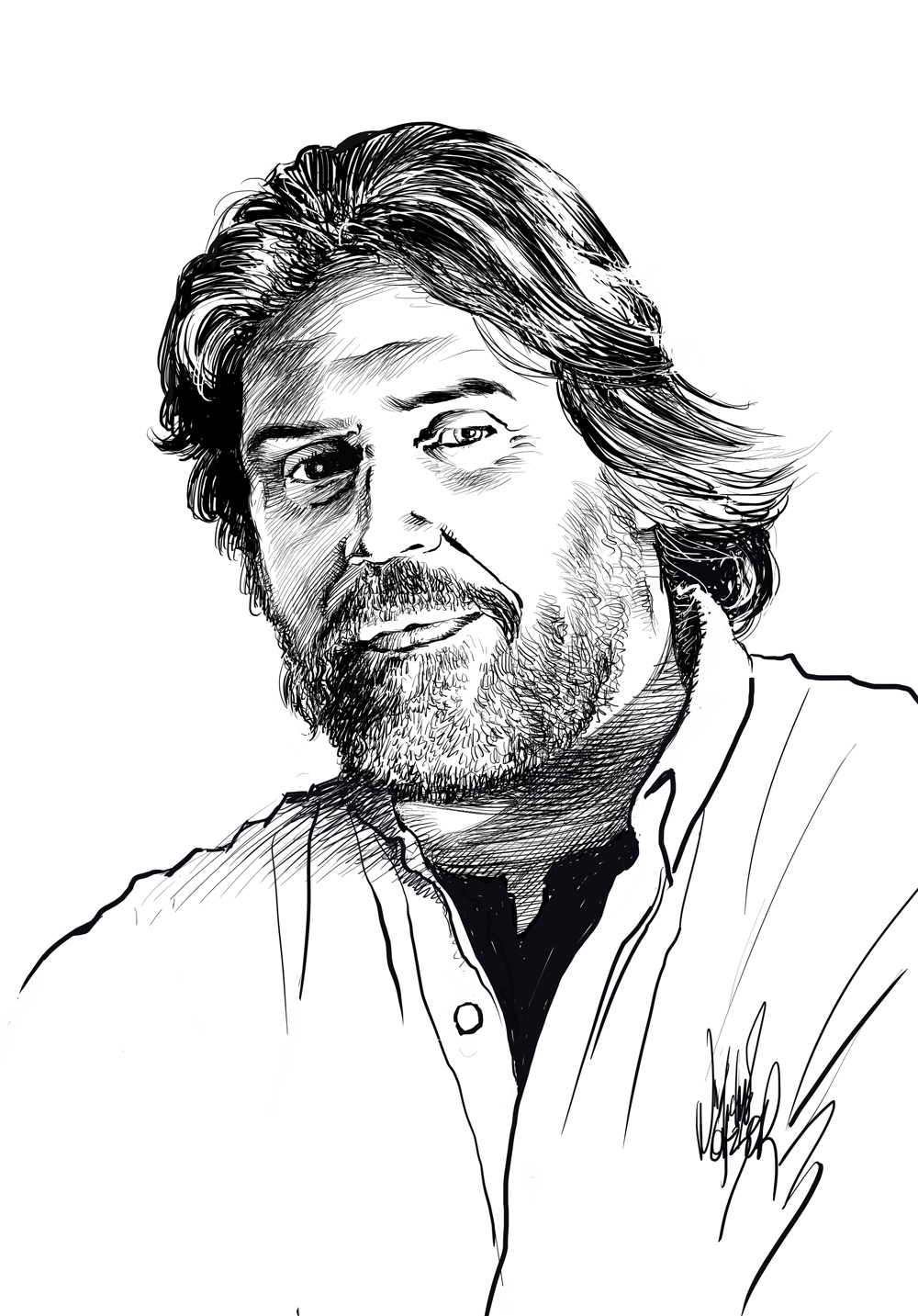
Eduardo Barreto

Eduardo Barreto (* 1954 in Montevideo; † 15. Dezember 2011 ebenda) war ein uruguayischer Künstler und Comiczeichner.

## Leben
Barreto begann seine Comiczeichner-Karriere 1979 in seinem Heimatland Uruguay, als er die Sonntagsseiten des Zeitungscomics El Cid zeichnete. Seit den 1980er Jahren betätigte er sich als professioneller Comiczeichner in den Vereinigten Staaten. Dabei war er sowohl als Bleistiftvorzeichner als auch als überarbeitender Tuschezeichner tätig.
Von 1983 an zeichnete Barreto beinahe ausschließlich für DC-Comics. Dort betreute er zunächst die Serien Atari Force und Infinity Inc.
In den 1990er Jahren arbeitete Barreto weiterhin überwiegend für DC, wo er unter anderem die Zeichnerpflichten für den von John Francis Moore verfassten Comicroman Under a Yellow Sun übernahm. Daneben war er als regulärer Tuschezeichner für die Serie The New Teen Titans sowie einige One-Shots wie Vengeance of Bane II oder Huntress/Spoiler:Blunt Trauma und einige Miniserien wie Martian Manhunter: American Secrets (1992), Man-Bat (1996) oder Gotham Nights II (1995) zuständig und erledigte häufig die Aufgabe eines Gastzeichners oder -tuschers für einzelne Ausgaben von Serien wie Robin, Superman, Martian Manhunter, Batman, Xero, Detective Comics oder Justice League Quarterly.
Daneben hat er für den Verlag Claypool Comics Serien wie Elvira, Mistress of the Dark, für Oni Press die Serie The Long Haul und für Marvel Comics die Serie Marvel Knights betreut. 2006 übernahm er den in mehreren US-amerikanischen Tageszeitungen erscheinenden Comicstrip Judge Parker, den er – abgesehen von einer krankheitsbedingten mehrwöchigen Pause, in der er von Graham Nolan vertreten wurde – bis zuletzt zeichnete.
Barreto lebte mit seiner Frau Alice Barreto, mit der er drei Kinder (Diego, Andrea und Gullerno) hatte, in Montevideo.